# Puya stenothyrsa
Puya stenothyrsa là một loài thực vật có hoa trong họ Bromeliaceae. Loài này được (Baker) Mez miêu tả khoa học đầu tiên năm 1896. Chúng là loài đặc hữu của Bolivia.